# Championnat de Tunisie masculin de handball 1990-1991
Navigation
Saison précédente 1989-1990 Saison suivante 1991-1992
La saison 1990-1991 du championnat de Tunisie masculin de handball est la 36e édition de la compétition. La formule du championnat consiste en une première phase en aller et retour pour deux poules de huit clubs chacune, à l'issue de laquelle les quatre premiers de chaque poule sont appelés à disputer le play-off et les autres répartis en deux poules de play-out avec la rétrogradation de six clubs en vue de revenir à un championnat de douze clubs.
L'Espérance sportive de Tunis, invaincue tout au long de la saison et renforcée par le baroudeur Samir Abassi et le gardien de but polonais Gregory Zmijewski, renoue avec le titre de champion de Tunisie malgré la rude concurrence d'El Makarem de Mahdia qui fait deux matchs nuls avec le champion en play-off. Quant au play-out, il met notamment fin à la longue présence en division nationale du Club sportif de Hammam Lif qui a souffert du départ de son buteur Samir Abassi et a empêché la Zitouna Sports, pourtant brillante, de retrouver son standing.

## Clubs participants
| - Espérance sportive de Tunis - Club africain - Club sportif de Hammam Lif - Sporting club de Moknine - Association sportive d'Hammamet - Stade tunisien - Étoile sportive du Sahel - El Menzah Sport | - Union sportive monastirienne - Club sportif sfaxien - El Makarem de Mahdia - Club sportif des cheminots - Club sportif hilalien - Club athlétique bizertin - Zitouna Sports - Jeunesse sportive kairouanaise |

## Compétition
Le barème de points servant à établir le classement se décompose ainsi :
- Victoire : 3 points
- Match nul : 2 points
- Défaite : 1 point
- Forfait et match perdu par pénalité : 0 point

### Classement de la première phase
- Poule A

| Classement | Équipe                       | Points | Matchs | Victoires | Nuls | Défaites |
| ---------- | ---------------------------- | ------ | ------ | --------- | ---- | -------- |
| 1          | Espérance sportive de Tunis  | 40     | 14     | 12        | 2    | 0        |
| 2          | Club africain (T)            | 37     | 14     | 11        | 1    | 2        |
| 3          | Stade tunisien               | 30     | 14     | 7         | 2    | 5        |
| 4          | Club sportif des cheminots   | 28     | 14     | 6         | 2    | 6        |
| 5          | Zitouna Sports               | 26     | 14     | 6         | 0    | 8        |
| 6          | El Menzah Sport              | 25     | 14     | 5         | 1    | 8        |
| 7          | Club athlétique bizertin (P) | 22     | 14     | 2         | 4    | 8        |
| 8          | Club sportif de Hammam Lif   | 16     | 14     | 1         | 0    | 13       |

- Poule B

| Classement | Équipe                             | Points | Matchs | Victoires | Nuls | Défaites |
| ---------- | ---------------------------------- | ------ | ------ | --------- | ---- | -------- |
| 1          | El Makarem de Mahdia               | 40     | 14     | 13        | 0    | 1        |
| 2          | Association sportive d'Hammamet    | 35     | 14     | 10        | 1    | 3        |
| 3          | Étoile sportive du Sahel           | 30     | 14     | 8         | 0    | 6        |
| 4          | Sporting Club de Moknine           | 26     | 14     | 5         | 2    | 7        |
| 5          | Club sportif sfaxien               | 26     | 14     | 6         | 0    | 8        |
| 6          | Union sportive monastirienne       | 24     | 14     | 4         | 2    | 8        |
| 7          | Club sportif hilalien              | 23     | 14     | 4         | 1    | 9        |
| 8          | Jeunesse sportive kairouanaise (P) | 21     | 14     | 2         | 3    | 9        |

### Classement final
- Play-off :